# James Bourne
James Elliot Bourne  é um cantor/compositor britânico. Membro de formação das bandas Busted e Son Of Dork, atuou em carreira solo com o nome artístico de Future Boy e atualmente é membro do grupo Busted.

## Introdução à música
Bourne começou na música com seis anos, quando fez algumas músicas para seus grandes ídolos, Michael Jackson e Bart Simpson, de Os Simpsons. Com doze anos, ele decidiu, com alguns amigos - Nick e Jeremy - formar uma banda chamada Sic Puppy. Eles começaram sem um baixista e ensaiavam no quarto de um amigo deles. O tempo passou e eles passaram a procurar um baixista para tocar junto com eles, quando encontraram Stewart para tocar baixo, mas eles não ficaram satisfeitos e perderam o interesse em tocar, então o Puppy eventualmente terminou.
Com 17 anos, Bourne entrou no South East Essex College curso de Música Tecnológica para tentar construir um sonho de uma carreira musical numa banda. Conheceu Matt Willis e o futuro empresário do Busted, Matthew Fletch, que segurou Bourne e encontrou alguém com muitas idéias para escrever músicas junto a Willis. Começaram a escrever músicas na casa de Bourne, em Southend. Duas partes do Busted estavam formadas. Willis e Bourne decidiram formar uma banda com mais um membro, e colocaram um anúncio no "NME Magazine". Eles começaram as audições e, depois de ouvir muitos candidatos e muitas músicas, ambos resolveram escolher Charlie Simpson para integrar o Busted (nesse mesmo dia Bourne conheceu Tom Fletcher, atual membro do McFly, que seria um grande amigo e parceiro musical de Bourne).
Depois de entrarem para a Universal em 2002, o Busted lançou seu primeiro single, "What I Go To School For" (escrito por Bourne inspirado num acontecimento com Matt), no álbum de estréia em Setembro do mesmo ano conseguiram alcançar o terceiro lugar no UK charts. "Year 3000" também conseguiu o mesmo sucesso de "What I Go To School For". O Busted começou a crescer e crescer e foi chamado de Biggest Band no Reino Unido, tendo um sucesso em todo mundo. Busted se separou em Janeiro de 2005, quando Charlie Simpson decidiu sair da banda para se dedicar mais a seu outro projeto, Fightstar. A banda voltaria à ativa, com todos os seus membros originais, em 2015.
Mais tarde, James formou uma nova banda de pop punk no verão de 2005, chamada de Son of Dork, que foi chamada de uma dura versão do Busted. Eles lançaram o primeiro single "Ticket Outta Loserville" em Novembro daquele ano, e não muito tempo depois(mais precisamente uma semana depois) lançaram o álbum "Welcome To Loserville". Pouco tempo depois, SOD chegou ao fim. Há quem diga que os outros membros da banda reclamavam da tentativa inconsciente de James de transformar a nova banda em uma continuação do Busted.
Em 2009, Bourne se uniu ao amigo Ollie e ambos gravaram algumas músicas sob o nome Call Me When I'm 18. No mesmo ano, JB iniciou um trabalho solo, e em 2010 o projeto se tornou oficial, com o nome artístico de Future Boy. Ele explica que o apelido deve-se à sua paixão pelo filme De Volta Para o Futuro e brinca que o lado positivo desse novo passo em sua carreira é que, por estar sozinho, não há chances de se separar, como ocorreu com as duas antigas bandas.

## Compositor
Bourne escreveu a maioria das músicas dos dois álbuns do Busted. O mesmo estilo de música do Busted pode ser facilmente identificado na sua nova banda o Son of Dork. Também compôs algumas músicas para artistas como McFly, Jonas Brothers e Miranda Cosgrove. Nessa área de composição de músicas, JB trabalhou bastante com Tom Fletcher para alguns álbuns do McFly.

## Discografia
Busted
- Busted
- A Present For Everyone
- A Present For Everyone (Versão Americana)
- A Ticket For Everyone (CD Live)
- A Ticket For Everyone (DVD)

Son of Dork
- Welcome To Loserville

Future Boy
- Volume 1 (Side A / Side B)